# Hans-Emil Schuster
Hans-Emil Schuster, född 19 september 1934, i Hamburg,
död i december 2024, var en tysk astronom.
Schuster var verksam vid Hamburgs observatorium, Europeiska sydobservatoriet och La Silla-observatoriet.
Minor Planet Center listar honom som upptäckare av 25 asteroider.
Han upptäckte även den periodiska kometen 106P/Schuster och den icke-periodiska kometen C/1976 D2.
Tillsammans med den danska astronomen Richard Martin West upptäckte han dvärg galaxen Phoenix Dwarf.
Asteroiden 2018 Schuster är uppkallad efter honom.

## Asteroider upptäckta av Schuster
| 2105 Gudy       | 29 februari 1976  |
| 2234 Schmadel   | 27 april 1977     |
| 2275 Cuitlahuac | 16 juni 1979      |
| 2329 Orthos     | 19 november 1976  |
| 2608 Seneca     | 17 februari 1978  |
| 3266 Bernardus  | 11 augusti 1978   |
| 3271 Ul         | 14 september 1982 |
| 3288 Seleucus   | 28 februari 1982  |
| 3398 Stättmayer | 10 augusti 1978   |
| 3496 Arieso     | 5 september 1977  |

| 3908 Nyx            | 6 augusti 1980   |
| 4761 Urrutia        | 27 augusti 1981  |
| 6163 Reimers        | 16 mars 1977     |
| 6261 Chione         | 30 november 1976 |
| 6847 Kunz-Hallstein | 5 september 1977 |
| 7215 Gerhard        | 16 mars 1977     |
| 10454 Vallenar      | 9 juli 1978      |
| 10669 Herfordia     | 16 mars 1977     |
| 11001 Andrewulff    | 16 juni 1979     |
| 11789 Kempowski     | 5 september 1977 |

| 12211 Arnoschmidt | 28 maj 1981      |
| 26074 Carlwirtz   | 8 oktober 1977   |
| 46514 Lasswitz    | 15 maj 1977      |
| 73640 Biermann    | 5 september 1977 |
| 161989 Cacus      | 8 februari 1978  |